# Niklaus Ramseyer
Niklaus Ramseyer (* 14. Februar 1949) ist ein Schweizer Journalist.

## Leben
Niklaus Ramseyer wuchs in Winterswil bei Schüpfen auf. Nach Abbruch seines Ethnologie-, Philosophie- und Englischstudiums an den Universitäten Bern und London arbeitete Ramseyer im „Journalistenbüro von Mario Cortesi“ in Biel. 1980 übernahm er das Berner Büro des Zürcher «Tages-Anzeigers». 1995 wurde er Chef des Redaktionsbüros Bern der «Sonntagszeitung». Seit 1999 ist er Bundeshausredaktor der «Basler Zeitung». Er ist Mitglied der Gewerkschaft Comedia und lebt in Bern.